# 나미카타정
나미카타정(波方町)은 에히메현 도요지방에 있던 정이다.  다카나와 반도의 북쪽 돌단에 있어 세토 내해 교통의 요충지로서 해운업이 발전하고 있다.2005년 1월에 이웃 이마바리 시를 포함한 12개 시정촌과 신설 합병해 현재는 이마바리시이다.

## 지리
에히메현의 최북단, 타카나와 반도의 선단(북단)에 위치(도서부 제외)해, 동·서·북의 삼면이 바다로 둘러싸여 있다.

## 역사
- 1889년 12월 15일 - 정촌제 시행에 수반해 하가타촌이 성립하였다.
- 1897년 4월 1일 - 하가타촌 관할권이 오치군으로 변경되었다.
- 1960년 3월 1일 - 하가타촌이 정으로 승격해 나미가타정이 되었다.
- 2005년 1월 16일 - 이마바리시, 아사쿠라촌, 다마가와정, 오니시정, 기쿠마정, 요시우미정, 미야쿠보정, 하카타정, 가미우라정, 오미시마정, 세키젠촌과 합병해 새로운 이마바리시가 되어, 나미카타정은 소멸하였다.

## 교통

### 철도
- 시코쿠 여객철도 요산선